# Them Kommune
| Strukturdaten       | Strukturdaten     |
| ------------------- | ----------------- |
| Sitz der Verwaltung | Them              |
| Fläche              | 210,36 km²        |
| Einwohner           | 6.882 (2003)      |
| Kommune seit 2007   | Silkeborg Kommune |

Them Kommune war bis Dezember 2006 eine dänische Kommune im damaligen Århus Amt im Osten Jütlands. Seit Januar 2007 ist sie zusammen mit der “alten” Silkeborg Kommune, der Gjern Kommune und der Kjellerup Kommune Teil der neuen Silkeborg Kommune.
Them Kommune entstand im Zuge der dänischen Verwaltungsreform von 1970 und umfasste folgende Sogn:
- Bryrup Sogn
- Them Sogn
- Vinding Sogn
- Vrads Sogn